# Scutum

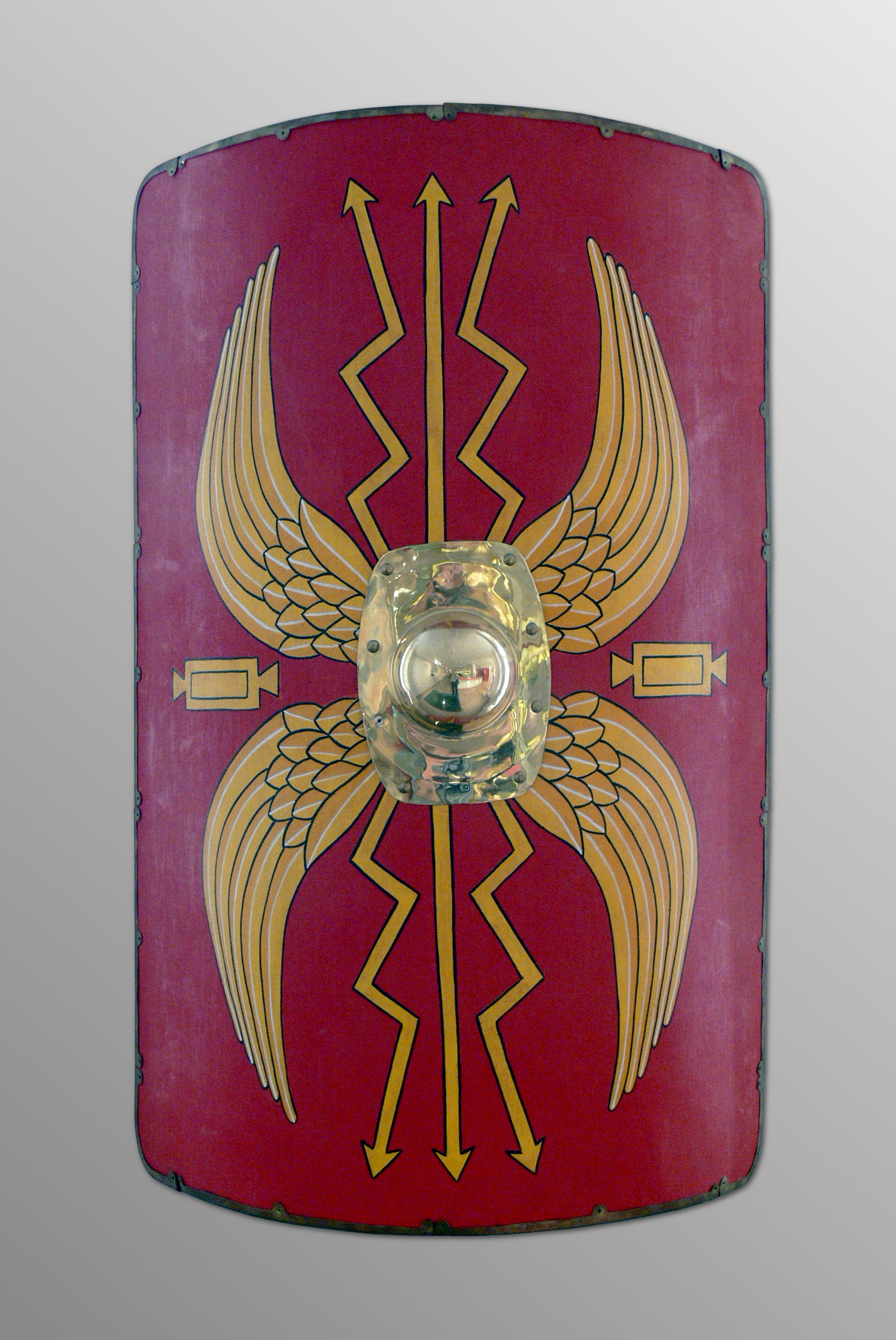
Rzymskie scutum (współczesna rekonstrukcja muzealna)

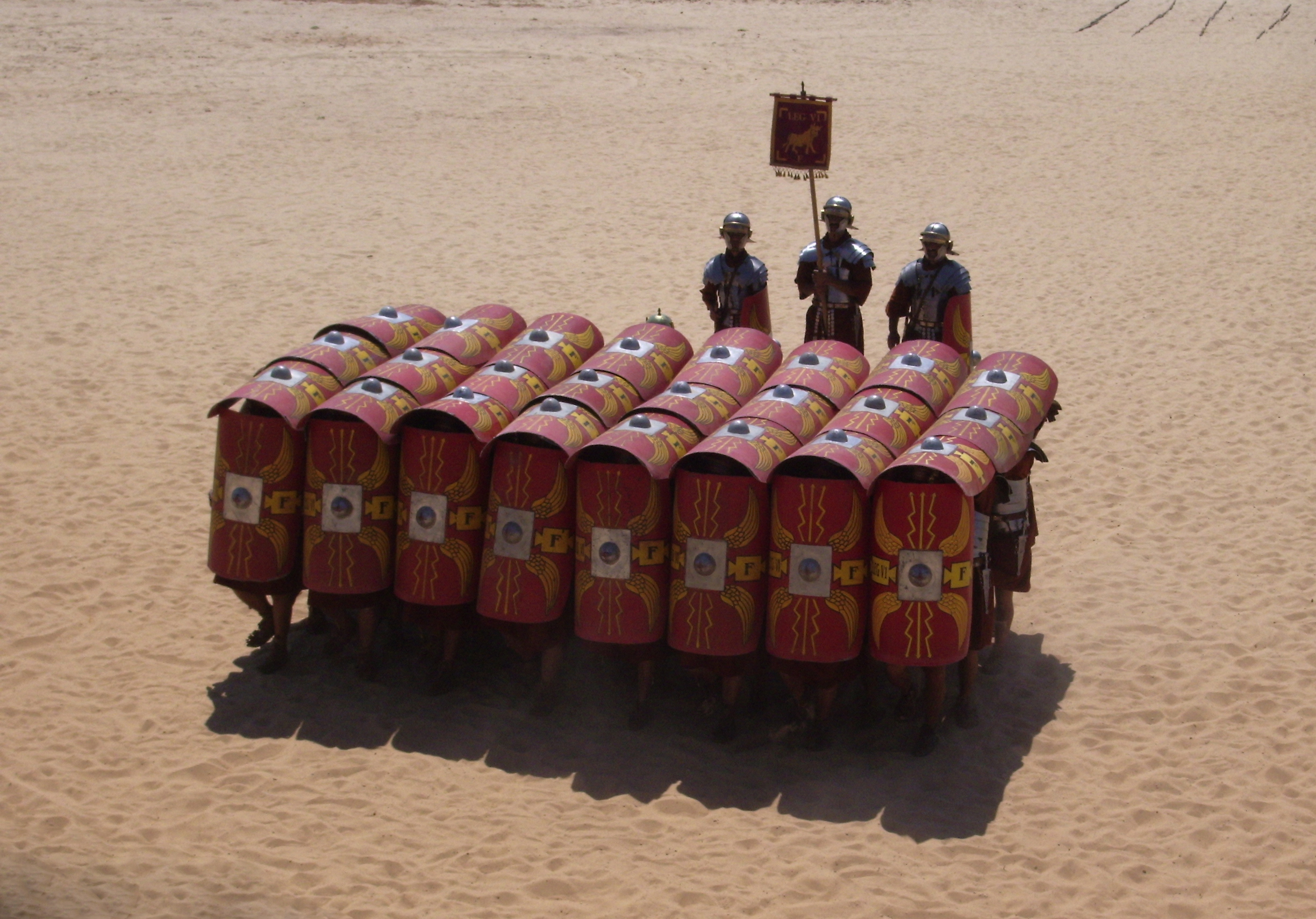
Szyk testudo z wykorzystaniem tarcz scuta

Scutum (łac. scūtŭm) – podłużna tarcza piechoty rzymskiej. 

## Charakterystyka
Charakteryzowała się znacznymi wymiarami (około 120 cm wysokości, 75 cm szerokości), kształt jej ewoluował od owalu (za wczesnej republiki) do cylindrycznego (walcowatego) prostokąta (w okresie późniejszym i za cesarstwa). Jej wprowadzenie w wojskach rzymskich odnoszono do czasów pierwszej wojny samnickiej, według innych twierdzeń zastąpiła ona krągły clipeus już w V wieku p.n.e. jako przyswojony oręż pochodzenia celtyckiego. Wśród wyposażenia rzymskich legionistów stanowiła najbardziej wyróżniający element, będąc ich głównym uzbrojeniem obronnym. Podczas walki piechurzy trzymali ją nachwytem, zwykle wyprostowaną lewą ręką, w marszu zawieszana była na plecach za pomocą rzemienia. Wyposażony w nią żołnierz określany był jako scutatus.
Dokładny opis konstrukcji scutum przekazał żyjący i tworzący w Rzymie grecki historyk Polibiusz. Tarcza legionisty składała się z dwóch warstw desek połączonych klejem kazeinowym, od zewnątrz dodatkowo pokrywała ją warstwa płótna i skóry cielęcej. Krawędzie tarczy wzmacniała metalowa obręcz (z brązu), zabezpieczająca ją przed ciosami i chroniąca obrzeże opierane na twardym podłożu. Pośrodku mocowano duży żelazny guz (umbo), dodatkowo wzmacniający tarczę zewnętrznie i służący do odbijania pocisków, a w walce wręcz – także do zadawania ciosów. Na jego poziomie, od strony wewnętrznej, znajdował się poziomy imacz dla chwytu dłonią. 
Wypukłe lico tarczy zdobiono malowaniem różnorodnymi emblematami z wykorzystaniem motywów geometrycznych, roślinnych lub zwierzęcych. Będąc przede wszystkim znakami rozpoznawczymi, mogły mieć również znaczenie magiczne, zapewniające opiekę bóstw patronujących żołnierzom.

## Zachowane egzemplarze

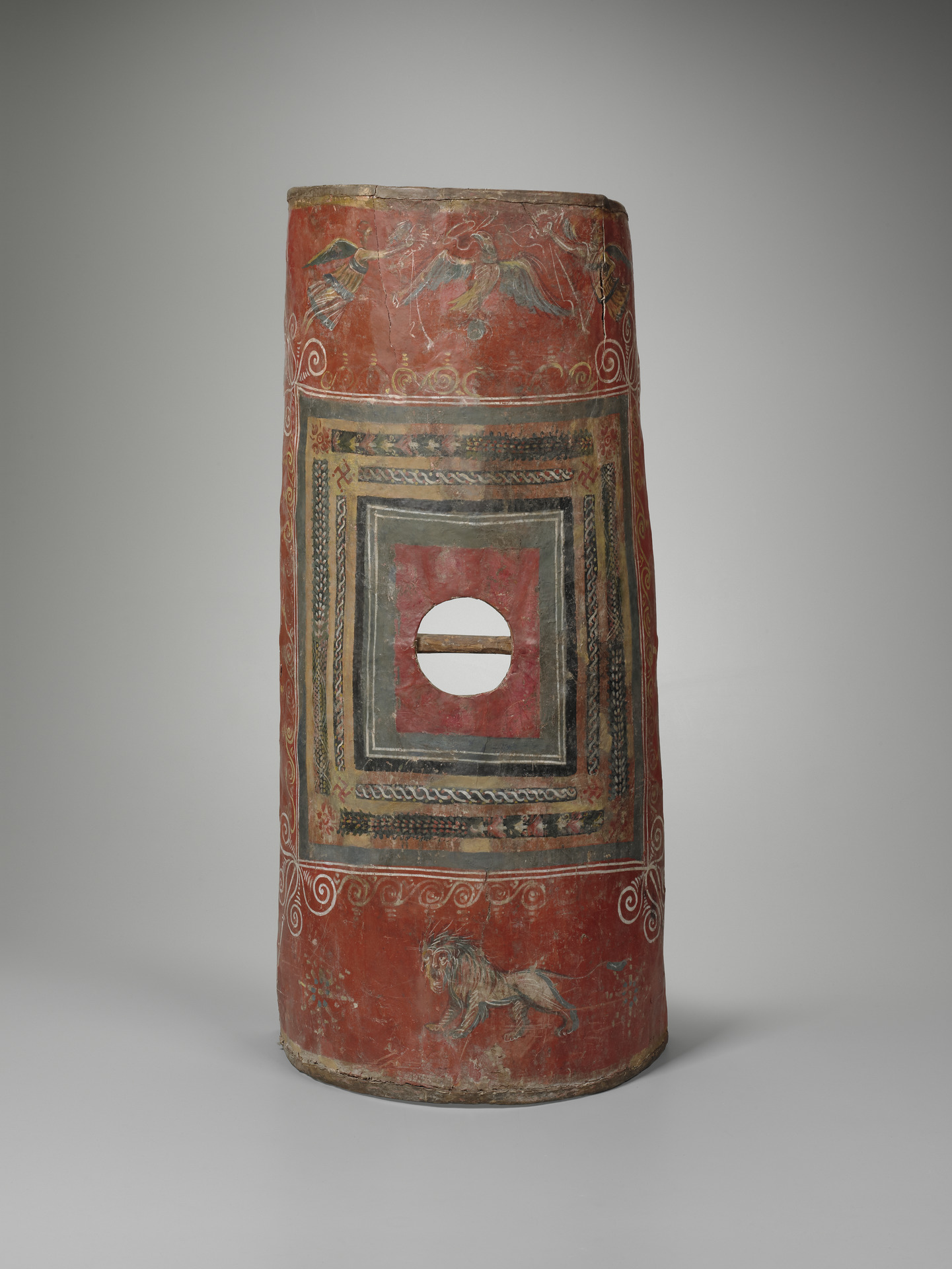
Jedyne zachowane oryginalne scutum (Dura Europos, III w. n.e.)

Zachowała się tylko jedna oryginalna tarcza, odnaleziona w ruinach rzymskiej twierdzy Dura Europos, pozbawiona umba i połamana na kilkanaście pogiętych części, którą następnie w całości (z wyjątkiem umba) zrekonstruowano.

## Literatura tematu
- M.C. Bishop, J.C.N. Coulston: Roman Military Equipment. London: Batsford Books, 1993, s. 21-23, 32-38, 43-48, 58-60, 69, 81-82, 111, 115, 149-151, 172-173, 182-186, 192-194, 200-203. ISBN 0-7134-6637-5.